# منزل عشي (حبيش)

تعديل مصدري - تعديل

منزل عشي هي إحدى قرى عزلة جبل عميقة بمديرية حبيش التابعة لمحافظة إب، بلغ تعداد سكانها 845 نسمة حسب تعداد اليمن لعام 2004.